# Dysphania tyrianthina
Dysphania tyrianthina là một loài bướm đêm trong họ Geometridae.